# 秀才 (科挙)
秀才（しゅうさい）は、中国の科挙（官吏登用試験）の科目の一つである。

## 概要
郷挙里選で秀才が設けられたのは、漢代のことである。後漢の時期は、光武帝の諱を避けて「茂才」と呼ばれた。
隋代に科挙が始められると、科挙の科目になった秀才は科挙中でも重視され、及第者は10名にしか過ぎなかった。
初唐の科挙では、明経・進士・明法などの科目の中で、科挙の筆頭科に位置づけられていた。その試験科目としては、方略策を5道課し、その文理の精粗によって判定された。貞観年間（627年（貞観元年） - 649年（貞観23年））に、地方から推薦された学生が不合格になった際には、推挙した州県官に罰則が下される規定が新設された。これによって、推薦者・受験者が無くなってしまった。開元年間（714年（開元2年） - 741年（開元29年））に一時的に復活したが、及第者が現われず、遂に廃止された。
以後、科挙に応募した者を秀才と称するようになった。
明・清の時代になると、府学・州学・県学からの生員を秀才と称した。